# ایوان گووزدنوویچ
ایوان گووزدنوویچ (صربی: Ivan Gvozdenović؛ زادهٔ ۱۹ اوت ۱۹۷۸) بازیکن سابق و مربی فوتبال اهل صربستان است.
از باشگاه‌هایی که در آن بازی کرده‌است می‌توان به باشگاه فوتبال متس، باشگاه فوتبال اسکندربو کورچه، باشگاه فوتبال کاوالا، باشگاه فوتبال دینامو بخارست، باشگاه فوتبال ستاره سرخ بلگراد، باشگاه فوتبال کلوب بروژ، باشگاه فوتبال متالورگ دونتسک، باشگاه فوتبال تیرانا، و باشگاه فوتبال وویوودینا اشاره کرد.
وی همچنین در تیم ملی فوتبال صربستان و مونته‌نگرو بازی کرده‌است.